# Lithobates vibicarius
Espèce
Synonymes
- Levirana vibicaria Cope, 1894
- Rana godmani Günther, 1900
- Rana vibicaria (Cope, 1894)

Statut de conservation UICN

 VU D1 : Vulnérable
Lithobates vibicarius est une espèce d'amphibiens de la famille des Ranidae.

## Répartition
Cette espèce se rencontre entre 1 500 et 2 700 m d'altitude, :
- au Costa Rica dans la cordillère de Tilarán et la cordillère Centrale ;
- dans l'ouest du Panama dans la cordillère de Talamanca.

## Publication originale
- Cope, 1894 : Third addition to a knowledge of the Batrachia and Reptilia of Costa Rica. Proceedings of the Academy of Natural Sciences of Philadelphia, vol. 46, p. 194-206 (texte intégral).